# 座間市立相武台東小学校
座間市立相武台東小学校 （ざましりつそうぶだいひがししょうがっこう） は、神奈川県座間市栗原にある公立小学校。｢相東小（そうとうしょう）｣と略称される。座間市の中では座間市立座間小学校に次いで2番目の規模（生徒数）を誇る。

## 歴史
出典
- 1970年4月1日 - 座間市4番目の小学校として開校

## 学校教育目標
自ら考え行動する、たくましく心豊かな児童の育成

## 通学区域
出典
- 座間市
  - 栗原一部
  - 相武台1丁目1番～8番・9番15号・15番1号・6号・7号・16番～47番
  - 相武台2丁目
  - 相武台3丁目
  - 相武台4丁目
  - 広野台1丁目33番～35番
  - 緑ケ丘3丁目

## 進学中学校
出典
- 座間市
  - 座間市立座間中学校
  - 座間市立栗原中学校

## クラブ活動
- バドミントン
- 球技
- バレーボール
- 卓球
- 陸上
- 漫画
- 手芸.あみもの
- オセロ将棋

## 委員会
- 児童会
- 体育委員会
- 保健委員会
- 集会委員会
- 理科委員会
- 図書委員会
- 放送委員会
- 給食委員会
- 環境委員会

## その他
校庭で野球チーム「イエロースネークス」が、体育館で相武台一輪車クラブが活動している。

## 著名な出身者
- 小雪（女優）
- 田熊瞭（整足研究家）

## アクセス
- 小田急線相武台前駅より徒歩15分[4]